# Jiddis színházi negyed (Manhattan)
A Jiddis színházi negyed (Yiddish Theatre District, vagy Jewish Rialto) New York jiddis nyelvű színházi életének központja volt a 20. század elején Manhattanben. A színházi negyed a Második sugárúton, ill. környékén az Avenue B-nek a Houston Street és a 14. utca közti részén Manhattan keleti körzetében, a jelenlegi East Village-ben feküdt.  Színházaiban Shakespeare darabjait, klasszikusokat, komédiákat, operetteket, drámákat adtak elő jiddis nyelven, de még  vaudeville, burlesque és musical előadásokat is tartottak. 
Az I. világháború körüli időkben neves újságírók az előadásokat a város legszínvonalasabbjai közé sorolták. A világ vezető jiddis nyelvű színházi negyedének számított. A Jiddis színházi negyedben esténként 20, 30 előadást tartottak.
A II. világháború után már csökkent népszerűsége, az ’50-es évek közepére még néhány színház működött a körzetben.

## Története

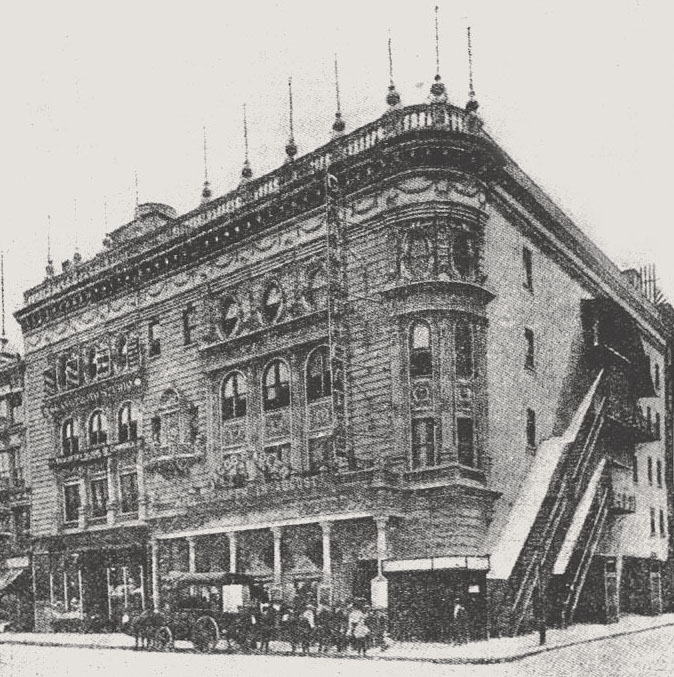
A Grand Theatre valamivel 1906 előtt

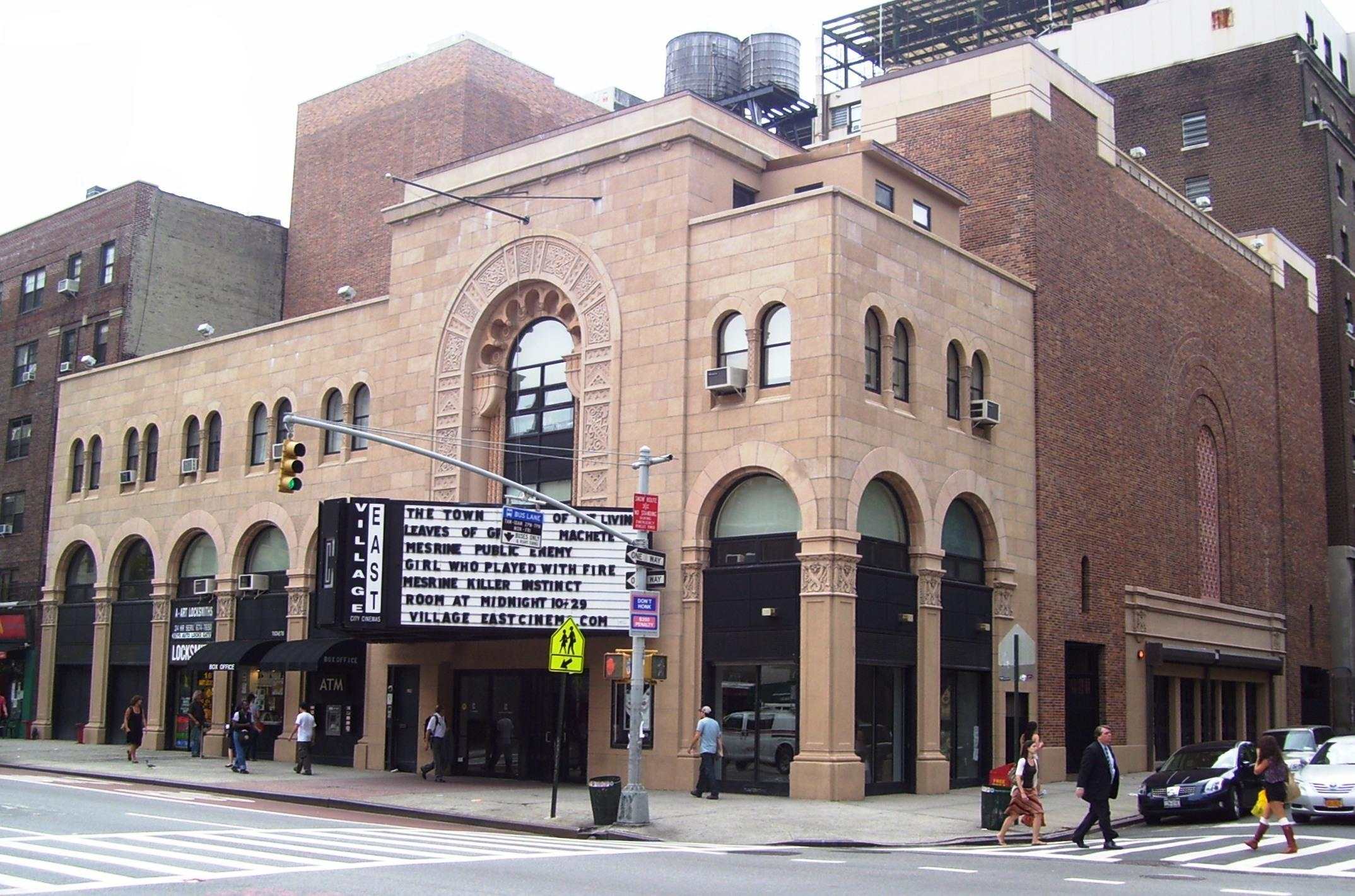
Az 1926-ban Maurice Schwartz színész és társulata, a Jiddis Művész Színház számára építtetett színházépület. Négy szezon után Jiddis Népszínház volt itt, később mozi, majd újabb színházak működtek benne, jelenleg újból mozi.

Az Egyesült Államokban először 1882-ben New York egykori körzetében, a manhattanbeli Little Germany egyik torna egyletében adtak elő jiddis nyelven színdarabot a keleti 66. utcában, ma ez East Village-hez tartozik. A professzionális, szekuláris, jiddis nyelvű színház az 1890-es években még Kelet-Európában is, a legtöbb jiddis nyelvű zsidó bevándorló szülőföldjén is, újításnak számított. Így mind a legtöbb előadó, ill. mind a közönség is New York-ban ismerte meg a jiddis színházat. A gyors, tömeges migráció eredményeként New York City – főképp a Lower East Side-ra betelepülteknek köszönhetően – vált az Egyesült Államokban a legnagyobb jiddis közösséggel bíró várossá, így a jiddis színházi negyed még a következő évszázadban is jelentősnek számított.  Az előadásoknak fontos közösségi szerepük volt, a jiddisre fordított broadway-sikerek, ill. a klasszikusok mind megsegítették a bevándorlókat az új kultúrába való beilleszkedésben.  A századforduló körül a Lower East Side-on jelentek meg az első jiddis színházak, majd az 1900-as évek első évtizedére  legtöbbjük északabbra költözött, a mai East Village-be a Második sugárút környékére.
1903-ban épült meg New York első jiddis színháza Grand Theatre néven. Jiddisre fordított klasszikusok mellett a színházi műfajok széles skálája jelen volt, vaudeville előadásokat, musicaleket és egyéb szórakoztató műsorokat adtak. Az 1910-es évekre a Második sugárút lett a főbb jiddis színházi központ, két színház is megnyílt itt ekkoriban, a Second Avenue Theatre 1911-ben, ill. a National Theater 1912-ben, 1926-ban pedig felépült a Jiddis Művész Színház számára saját otthonuk, szintén a Második sugárúton.
A színházak mellett a negyedben a zeneműboltok, fotóstúdiók, éttermek, kávéházak nyüzsgő élete zajlott, a Metro Music kiadó működött itt a Második sugárúton az 1970-es évekig, a kiadó adta ki a héber, ill. jiddis nyelvű kottákat az amerikai piac számára.  Itt állt az USA első színházművészeti szakszervezete, az 1887-ben alakult Héber Művészeti Szakszervezet épülete is.

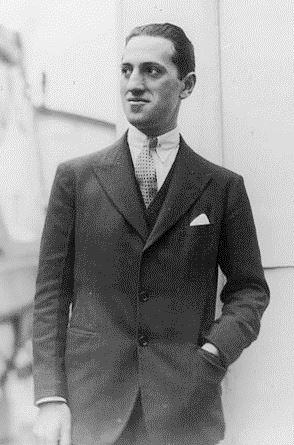
George Gershwin 1930 körül

A Jiddis színházi negyed volt George Gershwin zeneszerző és bátyja, Ira Gershwin gyerekkorának helyszíne, rendszeres látogatói voltak a színházaknak. Irving Berlin zeneszerző is a negyedben nőtt fel, jiddis nyelvű családi körben. John Garfield színész a Jiddis színházi negyed szívében nőtt fel. Walter Matthau rövid ideig jegyszedőként dolgozott itt.
A Jiddis színházi negyedben kezdte pályáját többek között Paul Muni színész, Molly Picon színésznő. Picon hét éven át játszott az itteni színházakban. Továbbá a negyedben kezdte pályáját a neves drámai színész, Jacob Adler (Stella Adler színésznő apja), aki Jacob Gordin darabjában,  A Jiddis Lear király címszerepét játszotta, ezután lépett fel a Broadway-n A velencei kalmárban.
A 20. század első évtizedeiben kétnyelvű (jiddis-angol) előadásokat is tartottak, hogy az akkulturáció során jiddisül már nem tudókat is az előadásokra vonzzák. A század közepére egyfelől a második generációs bevándorlók már megváltak a jiddis nyelvtől, másfelől a jiddis bevándorló közösség legfőbb utánpótlásának számító kelet-európai zsidóság  második világháború alatt történt elpusztítása miatt a jiddis közösség tovább zsugorodott, a jiddis színházi élet lassan elhalóban volt.  1954-ben, amikorra már a színházak többsége bezárt, nyílt meg a Second Avenue Deli színház a Második sugárúton, de hamarosan új helyre költözött.
Egykori helyszínén a Jiddis hírességek sétánya van jelenleg, megemlékezve a sztárokról, mint Molly Picon, Menasha Skulnik színész, Fyvush Finkel, ill. Boris Thomashevsky énekes-színész (Michael Tilson Thomas karmester nagyapja).